# Лунештет
Лунештет (њем. Lunestedt) општина је у њемачкој савезној држави Доња Саксонија. Једно је од 57 општинских средишта округа Куксхафен. Према процјени из 2010. у општини је живјело 2.468 становника. Посједује регионалну шифру (AGS) 3352033.

## Географски и демографски подаци
Лунештет се налази у савезној држави Доња Саксонија у округу Куксхафен. Општина се налази на надморској висини од 5 метара. Површина општине износи 17,2 km². У самом мјесту је, према процјени из 2010. године, живјело 2.468 становника. Просјечна густина становништва износи 143 становника/km².